# Stipagrostis ciliata
Stipagrostis ciliata är en gräsart som först beskrevs av Desf'., och fick sitt nu gällande namn av De Winter. Stipagrostis ciliata ingår i släktet Stipagrostis och familjen gräs. Utöver nominatformen finns också underarten S. c. capensis.